# Offranville

Offranville este o comună în departamentul Seine-Maritime, Franța. În 1 ianuarie 2022 avea o populație de 3.218 de locuitori.